# Molorchoepania viticola
Molorchoepania viticola är en skalbaggsart som beskrevs av Holzschuh 1998. Molorchoepania viticola ingår i släktet Molorchoepania och familjen långhorningar. Inga underarter finns listade i Catalogue of Life.